# 金正淑 (北朝鮮)
金 正淑（キム・ジョンスク、김정숙、1917年〈大正/主体6年〉12月24日 - 1949年〈主体35年〉9月22日）は、朝鮮民主主義人民共和国（北朝鮮）の人物。金日成の妻、金正日・金万一・金敬姫の母、金正男・金正哲・金正恩の祖母、金漢率の曾祖母である。ただし、本名は「金貞淑」である（金日成のいとこにも同名の人物がいるが別人である。）。

## 生涯
貧農の家に生まれたため、満足な教育を受けられなかったとされる。一説によれば朝鮮語の読み書きができなかった。
16歳でパルチザン部隊に入る。そこで金日成と知り合い、結婚した。1942年2月16日にソ連で金正日を出産した他、5人の子供をもうけた。朝鮮帰国後に、北朝鮮に設けられた「朝鮮民主女性同盟（現在の朝鮮社会主義女性同盟）」の初代委員長として活動したが、1949年に32歳の若さで死去した。称号は朝鮮民主主義人民共和国英雄（死後追贈）。

## 経歴
- 1917年12月24日：日本統治時代の朝鮮の咸鏡北道会寧郡会寧面鰲山洞（現在の北朝鮮咸鏡北道会寧市東明洞）において、貧農の娘として小さい藁葺き家の中で生まれる。
- 1922年春：家族と共に豆満江を渡り、南満州（中華民国）とソ連の間で放浪する。
- 1931年9月12日：少年先鋒隊に加入。
- 1932年7月25日：朝鮮共産主義青年同盟（パルチザン部隊）に加入（数え年で16歳）。
- 1932年11月：八区共青同盟委員会の委員に当選。
- 1934年秋：延吉県（現延吉市）共青同盟委員会の職務へ異動。
- 1935年3月：三道湾遊撃区の能芝営（延吉市近郊）にて金日成と出会う。
- 1935年9月18日：朝鮮人民革命軍に参加。
- 1937年1月：中国共産党に加入。
- 1940年暮秋：金日成と結婚。
- 1941年2月16日：ハバロフスク郊外にあったソ連赤軍第88独立狙撃旅団の宿営地において、長男の金正日を出産（※北朝鮮の公式発表では、金正日の誕生を神格化するため1942年2月16日に白頭山山麓の小白水地区にある白頭山密営で出産したとしている）。
- 1945年11月：赤軍占領下の朝鮮半島北部（現在の北朝鮮）に帰還。
- 1949年9月22日：死去。享年32。北朝鮮の公式見解では心臓麻痺が死因とされているが、実際は前置胎盤（子宮外妊娠）と言われている。暗殺説もある。

## 評価

### 北朝鮮における評価

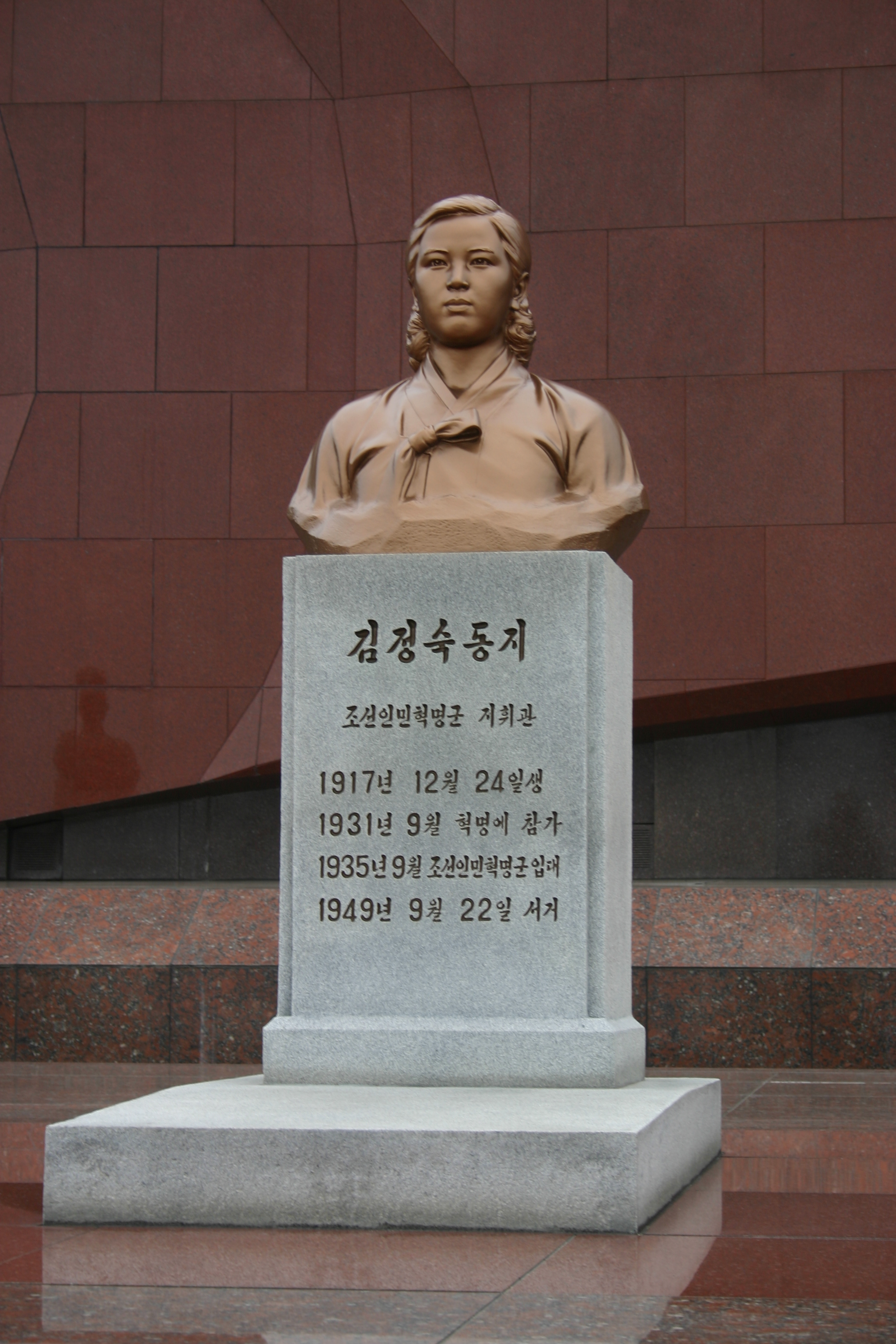
金正淑の墓石、大城山革命烈士陵にて

主体思想に基づく個人崇拝の結果、北朝鮮では金日成が「建国の父」と呼ばれているのと共に、国母として尊崇されている。また、「白頭山の女将軍」、「朝鮮革命において、朝鮮民族のために消すことのできない革命の業績を成した、金日成の親衛戦士」、「抗日の女性英雄」、「卓越した政治活動家」、「偉大な革命の母は永遠に朝鮮人民の心の中で生きる」、「朝鮮現代史上で誉ある三大偉人」、「三大将軍」、「三大英雄の一人」など、様々な呼ばれ方をされている。なお、1972年9月21日に、北朝鮮政府から「共和国英雄」の称号を送られている。

### 北朝鮮以外における評価
大韓民国や日本では金正淑が金日成の抗日運動を妻として陰ながら支えたことは認められているが、北朝鮮のプロパガンダに見られる彼女の数々の業績については、ほとんどの学者が否定している。